# Fulbert de Dover
Fulbert de Dover, también Foubert de Douvres y Fulbert de Lucie (de Lucy, m. 1129), fue un noble caballero anglonormando, señor de Douvres-la-Délivrande en Calvados, barón y castellano de Chilham. Participó en la conquista normanda de Inglaterra como vasallo de Odon de Bayeux, siguiendo a Guillermo II de Normandía. Tras la caída de Odon de Bayeux, Fulbert fue uno de los ocho caballeros elegidos para la protección del castillo por John de Fiennes, por lo que Fulbert debió aportar 15 hombres durante 20 semanas por 15 honores de caballero. Fue responsable de la construcción del castillo de Chilham y la Torre de Dover (o Torre de Godsfoe). Al finalizar su servicio se retiró a Chilham donde pasó el resto de sus días rodeado de sus más fieles caballeros. Murió entre el final del reinado de Enrique I de Inglaterra y la ascensión al trono de Esteban de Inglaterra. Fulbert fue uno de los nobles normandos que participaron en la Conquista, sin embargo su nombre no aparece en el Libro Domesday (1086), probablemente porque repartió antes sus propiedades entre sus feudatarios.

## Herencia
Se casó con Athelix (Adelit o Adeliza), y fruto de esa relación nacieron dos hijos: 
- Hugo de Dover (m. 1168), esposo de Maud [Matilda] Peverell, una hija de Robert Peverell (c. 1080-1118).
- William de Dover (c. 1100-1147), caballero cruzado.

Al enviudar Athelix volvió a casar en segundas nupcias con William FitzRichard de Cardinham (m. 1136), un hijo de Richard Fitz Turold. Parece ser que las relaciones entre ambas familias eran muy estrechas.